# Жилконский сельсовет
Жилконский сельсовет — упразднённая административно-территориальная единица, существовавшая на территории Рязанской губернии и Московской области до 1939 года.
Жилконский сельсовет был образован в первые годы советской власти. В конце 1920-х годов он входил в состав Григорьевской волости Зарайского уезда Рязанской губернии.
В 1929 году Жилконский сельсовет был отнесён к Зарайскому району Коломенского округа Московской области.
17 июля 1939 года Жилконский сельсовет был упразднён, а его территория (селение Жилконцы) — передана в Долговский сельсовет.